# Hervormde kerk (Hurwenen)
De Hervormde kerk is een voormalig Hervormd kerkgebouw te Hurwenen, gelegen aan Dorpsstraat 14.

## Geschiedenis
Er was een Hervormde kerk in Hurwenen, uiteindelijk een kerkgebouw uit 1845, dat vastgebouwd was aan een 15e-eeuwse toren. Dit alles werd op 24 april 1945 verwoest door oorlogsgeweld.
In 1949 kwam een nieuwe kerk gereed, ontworpen door H.A. Pothoven en G. Pothoven. Het is een bakstenen zaalkerkje in traditionalistische stijl, bekroond met een vierkante geveltoren onder tentdak. Het interieur wordt overwelfd door een houten tongewelf.
In het kader van de kerkenfusie werd deze kerk in 2006 afgestoten. Wel worden er nog culturele manifestaties en -eventueel- bijzondere diensten gehouden. Sindsdien kerken de Hurwenense protestanten in Rossum.
De kerk is geklasseerd als gemeentelijk monument.